# Kolyma (fleuve)
Pour les articles homonymes, voir Kolyma (homonymie).
 (octobre 2023).
Si vous disposez d'ouvrages ou d'articles de référence ou si vous connaissez des sites web de qualité traitant du thème abordé ici, merci de compléter l'article en donnant les références utiles à sa vérifiabilité et en les liant à la section « Notes et références ».
La Kolyma (en russe : Колыма, en iakoute : Халыма, Khalyma) est un fleuve long de 2 129 km situé à l'extrémité nord-orientale de la Sibérie, en Russie.

## Géographie
Sa source se trouve non loin des massifs de Tcherski et de Verkhoïansk. Le bassin du fleuve est constitué de montagnes au sud et à l'est ainsi que de la grande plaine de la Kolyma sur le cours inférieur du fleuve. La Kolyma se jette dans l'océan Arctique. C'est le sixième plus long fleuve de Russie après l'Ienisseï, l'Ob, la Léna, l'Amour, et la Volga. Son débit moyen est de 4 060 m3/s.
La Kolyma traverse la république de Sakha, le district autonome de Tchoukotka (Okroug) ainsi que l'oblast de Magadan.

### Cours du fleuve

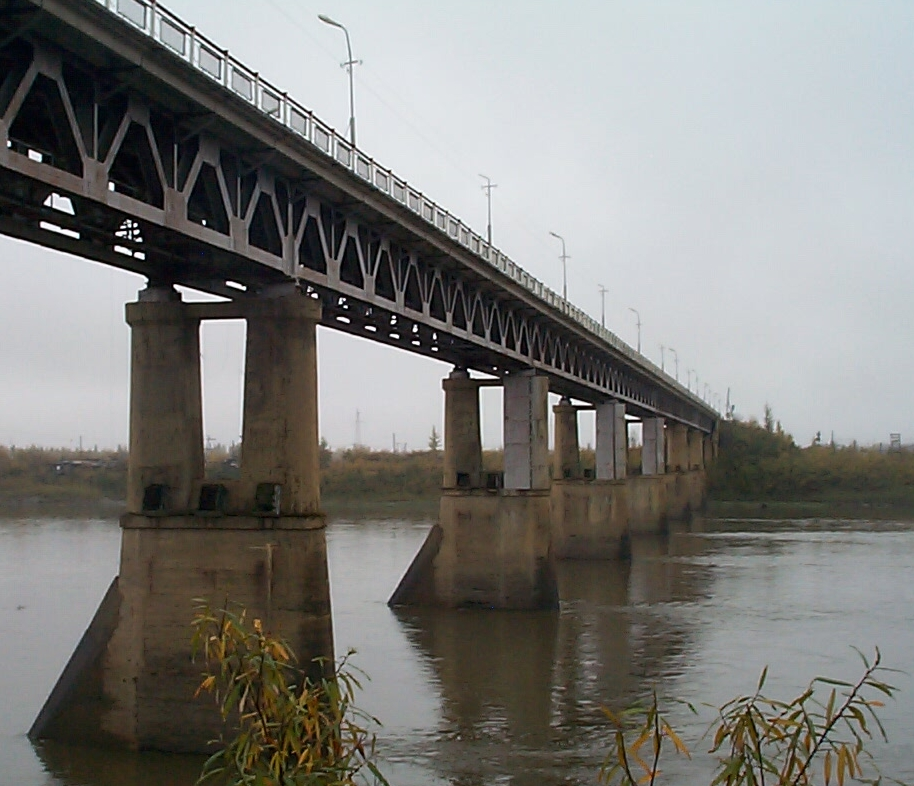
Ancien pont (aujourd'hui démantelé) de la liaison routière Magadan-Iakoutsk sur la Kolyma, construit en 1938 (photo de 2004).

La Kolyma commence par couler vers le sud-est avant de prendre une direction nord-est à l'extrémité du massif Tcherski. Elle traverse alors la région aurifère du massif de la Kolyma. Elle entre ensuite, en prenant une direction nord-ouest, dans la plaine marécageuse de la Sibérie orientale en longeant le plateau de Jansk, puis elle prend une direction nord-est. À l'ouest du massif de Anjui, le fleuve débouche sur la plaine de Kolyma et donne naissance à un delta de 150 km de large et de 100 km de long ; le bras principal y forme un estuaire d'une longueur équivalente.

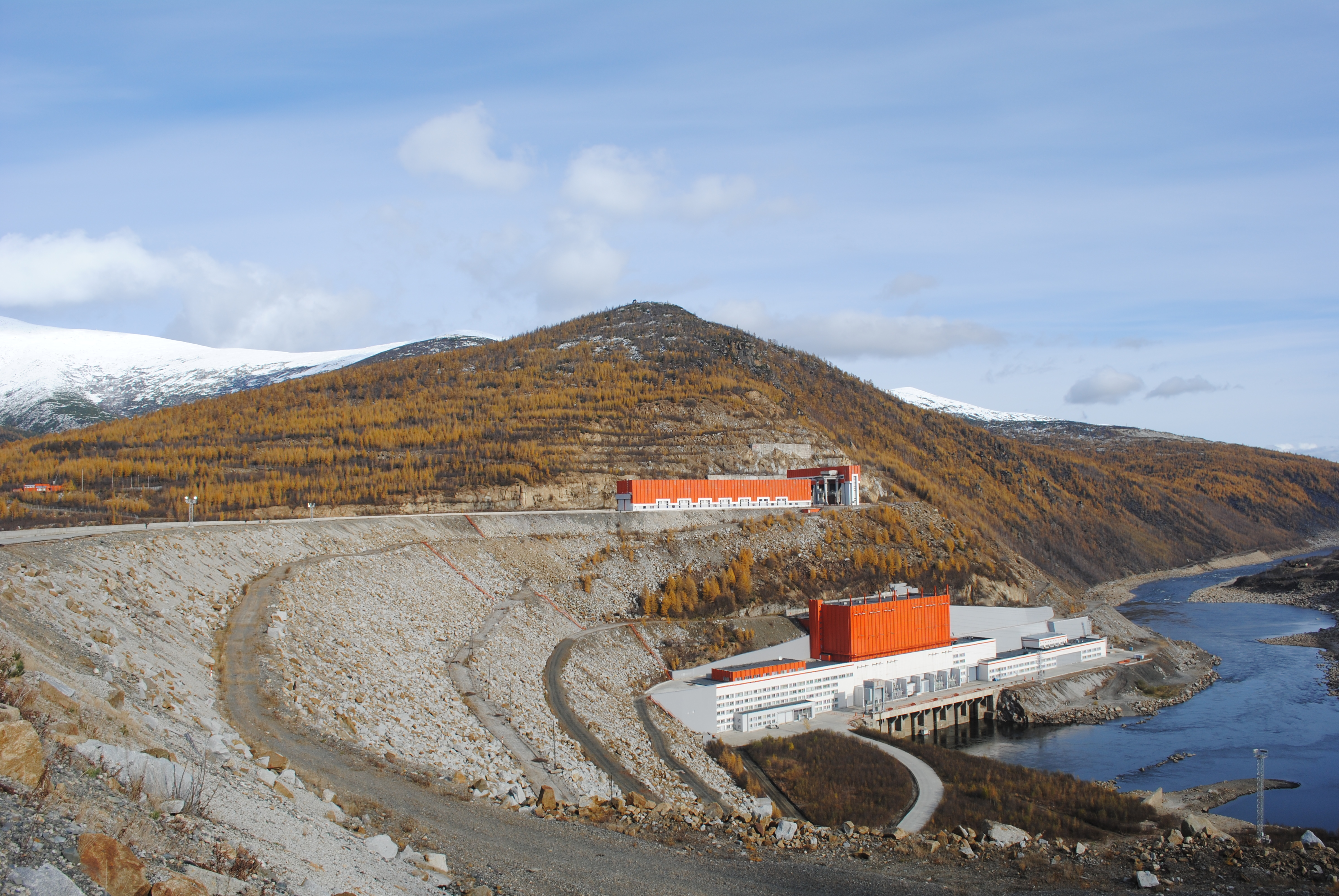
Le barrage de Kolyma.

Un barrage a été construit sur la Kolyma durant la période du Goulag : il se trouve à Sinégorié, en amont de la localité de Debine, là où la route de Magadan à Oust-Nera (la piste de la Kolyma) franchit le fleuve sur l'un des deux ponts existants sur son cours. Le deuxième pont est situé près de la localité de Oust-Srednekan, qui comporte un port destiné en particulier au transport du charbon extrait dans la région. À partir de ce lieu, la Kolyma est navigable.

### Affluents
L'affluent le plus important et le plus long est l'Omolon.
Les autres affluents importants sont en allant de la source à l'embouchure :
- sur la rive droite : Bakhaptcha, Bouïounda, Balyguitchan, Sougoï, Korkodon, Bériosovka, Omolon et Aniouï (comprenant la grande et la petite Aniouï) ;
- sur la rive gauche : Popovka, Iassatchnaïa, Ochoguina et Sededema.

### Paysage et végétation
La Kolyma est bordée sur la majorité de son parcours de taïga qui se transforme près de la côte en toundra. Dans cette région, la plus froide des zones habitées de la terre, le pergélisol et la faible quantité d'eau dans le sol ne permettent pas aux arbres de se développer : c'est le royaume des mousses, lichens, arbrisseaux et fougères.

### Navigation
Le fleuve est pris par les glaces d'octobre à juin, période durant laquelle la mer Arctique est également souvent gelée. Le cours du fleuve gelé devient alors le principal axe routier de la région. Lorsque les eaux sont libres, 2 000 km du fleuve peuvent être utilisés pour le trafic de marchandises par bateau.

## Hydrologie
La Kolyma possède un régime nival de plaine comme tous les fleuves se jetant dans l'Océan Glacial Arctique. Le fleuve connaît une brusque montée des eaux en juin au moment de la fonte des neiges et une période d'étiage en hiver.

## Extraction de l'or etGoulag
Le bassin de la Kolyma est connu pour les nombreux camps de travail du Goulag créés pour la plupart sur son cours supérieur, dans les massifs de Kolyma et de Tcherski. Ces camps, mis en place dans les années 1930 pour exploiter l'or qui abonde dans la région, furent de véritables camps d'extermination dans lesquels périrent, selon plusieurs estimations, plus d'un million de détenus victimes à la fois du froid extrême et des mauvais traitements. Les détenus furent essentiellement des victimes des purges de Staline, auxquels s'ajoutèrent durant la Seconde Guerre mondiale des prisonniers de guerre de plusieurs nationalités. Les camps furent progressivement démantelés après la mort de Staline en 1953.

## Faune préhistorique
La région située dans la partie avale de la Kolyma (Tchoukotka) a été occupée par des espèces préhistoriques disparues. Des ossements de rhinocéros laineux ont ainsi été retrouvé dans certaines zones du bassin de la Kolyma.